# Maiden Newton
Maiden Newton är en by och parish i Dorset i England, i den södra delen av landet, 190 km väster om huvudstaden London. Orten har 1 119 invånare (2011). Byn nämndes i Domedagsboken (Domesday Book) år 1086, och kallades då Newetone.